# Mercedes 38PS
Il nome Mercedes 38PS identifica una piccola famiglia di autovetture di lusso prodotte dal 1910 al 1915 dalla Casa tedesca Daimler Motoren Gesellschaft per il suo marchio automobilistico Mercedes.

## Profilo e caratteristiche
La storia e l'evoluzione dei modelli 38PS della Mercedes risale alla rivalità tra il marchio della Daimler Motoren Gesellschaft e la Benz & Cie., la quale nello stesso periodo aveva in listino vetture di pari caratura. 

Procedendo con ordine, i modelli della famiglia 38PS hanno preso di fatto il posto di due precedenti famiglie di vetture di lusso, ossia le 37PS e le 39PS. La famiglia delle 38PS era composta da tre modelli, le cui caratteristiche vengono descritte di seguito.

### La 38/70 PS
Il primo modello appartenente a questa nuova famiglia fu la 38/70 PS (vedi foto), equipaggiata da un quadricilindrico biblocco da 9850 cm³ (alesaggio e corsa: 140x160 mm). La distribuzione era a valvole laterali disposte a T (valvole di aspirazione su un lato e valvole di scarico sul lato opposto), comandate da due assi a camme laterali, uno per lato, a loro volta mossi da ingranaggi cilindrici. L'alimentazione era affidata ad un carburatore con valvola a saracinesca, mentre l'accensione era a bobina e magnete ed a due candele per cilindro. La potenza massima era di 70 CV a 1200 giri/min, abbastanza per spingere la vettura ad una velocità massima di 95 km/h.

Su un telaio in lamiera d'acciaio stampata con sezione ad U, la vettura montava sospensioni ad assale rigido con molle a balestra e freni sulla trasmissione: quest'ultima era a catena e comprendeva un cambio a 4 marce con frizione a cono.

La produzione della 38/70 PS cessò nel 1912.

### La 38/80 PS
La 38/70 PS venne sostituita in quell'anno dalla 38/80 PS, sua naturale evoluzione, che si distingueva dal precedente modello per il motore, portato ad 80 CV a 1250 giri/min, e per la trasmissione, disponibile anche in configurazione ad albero cardanico. Le prestazioni erano pressoché identiche. Questo nuovo modello venne prodotto fino al 1915.

### La 38/100 PS
All'inizio del 1915, ultimo anno di carriera per la famiglia delle 38PS, venne introdotta la 38/100 PS, una versione dalle prestazioni più elevate, dotata di un motore completamente nuovo, della medesima cilindrata, ma con nuove misure di alesaggio e corsa (132x180 mm) ed un nuovo sistema di raffreddamento, consistente nell'avvolgere il motore in una lamiera all'interno della quale veniva fatta circolare l'acqua di raffreddamento. I  4 cilindri che componevano il propulsore, poi, non erano raggruppati a due a due come in un motore biblocco, bensì erano fusi singolarmente. Diversa era anche la distribuzione, sempre a valvole laterali, sempre disposte a T e sempre con due assi a camme laterali, ma stavolta vi era una valvola di aspirazione e due di scarico, per cui l'albero a camme lato scarico era per forza di cose differente da quello utilizzato sui primi due modelli.
Il nuovo propulsore sviluppava 100 CV a 1300 giri/min, che consentivano alla vettura di raggiungere 130 km/h di velocità massima, all'epoca una velocità considerevole.

Il resto della meccanica riprendeva quanto già visto nei due modelli precedenti.

La 38/100 PS venne tolta di produzione alla fine del 1915.

## L'eredità delle 38PS
Le 38PS furono tra le ultime rappresentanti di quella schiera di modelli Mercedes di grossa cilindrata, votate al lusso ed alla voglia di esibire il proprio stato sociale: l'ultima in assoluto fu la 92/200 PS, con un colossale motore aeronautico a 8 cilindri in linea da 24 litri di cilindrata , modello tolto di produzione nel 1921. In seguito sarebbero arrivati altri modelli, sempre di cilindrata molto alta, ma non più dai 10 litri in su, però ugualmente molto potenti e prestanti, e quindi dotati di quelle caratteristiche che ne facevano comunque degli oggetti per pochi benestanti acquirenti.

La 38PS venne sostituita dal modello 28/95 PS.